# Ubisoft+
Ubisoft+ (trước đây là Uplay+) là một dịch vụ đăng ký thuê bao trò chơi điện tử của Ubisoft, cho phép tải xuống và chơi trò chơi từ thư viện của Ubisoft với một khoản phí hàng tháng. Ubisoft+ cung cấp cho người đăng ký quyền truy cập không giới hạn vào danh mục hơn 100 trò chơi trên Microsoft Windows PC, bao gồm các tựa game như Assassin's Creed Valhalla, Watch Dogs: Legion và Immortals Fenyx Rising. Ubisoft+ cũng bao gồm các phiên bản cao cấp của các trò chơi, các tựa game cổ điển và các gói nội dung bổ sung cho trò chơi. Với gói đăng ký Ubisoft+, các trò chơi có thể được tải xuống và chơi trên máy tính Windows bằng trình khởi chạy trò chơi Ubisoft Connect.

## Lịch sử
Ubisoft đã công bố dịch vụ đăng ký mới tại kỳ E3 2019. Dịch vụ này sau đó được gọi là Uplay+, ra mắt vào ngày 3 tháng 9 năm 2019 dành cho hệ điều hành Windows.
Vào tháng 10 năm 2020, Uplay+ đổi thương hiệu thành Ubisoft+ và công bố mở rộng dịch vụ của mình sang các nền tảng trò chơi đám mây Amazon Luna và Google Stadia cho người đăng ký tại Hoa Kỳ vào tháng 11 năm 2020 và tháng 12 năm 2020. Các trò chơi mới được phát hành thêm vào bao gồm Watch Dogs: Legion vào tháng 10 năm 2020, Assassin's Creed Valhalla vào tháng 11 năm 2020 và Immortals Fenyx Rising vào tháng 12 năm 2020.
Ubisoft cũng công bố kế hoạch đưa Ubisoft+ lên hệ máy chơi game PlayStation và được phát hành vào khoảng tháng 5 đến tháng 6 năm 2022 như một phần của dịch vụ đăng ký PlayStation Plus bản cải tiến bằng Ubisoft+ Classics trong các gói PlayStation Plus Extra và Premium. Ubisoft cũng có kế hoạch đưa Ubisoft+ lên hệ máy Xbox vào cuối năm 2022.